# Strunkovice nad Blanicí
Strunkovice nad Blanicí è un comune mercato della Repubblica Ceca facente parte del distretto di Prachatice, in Boemia Meridionale.